# Fiordo de Lakse
El fiordo de Lakse o Laksefjorden (en noruego: Laksefjorden, en sami septentrional: Lágesvuotna) es un amplio fiordo de Noruega localizado en el extremo norte de la península escandinava en aguas del mar de Barents, entre el fiordo de Tana, al oeste, y el fiordo de Porsanger, al este. Administrativamente sus riberas pertenecen al condado de Troms og Finnmark (municipio de Lebesby). Su orientación es principalmente Norte-Sur, alcanzando unos 92 kilómetros de longitud desde la aldea de Kunes a la boca, siendo el tercer fiordo más largo de Finnmark, tras Porsanger y el fiordo de Varanger.
El fiordo, geográficamente, está delimitado por la península de Sværholt, al oeste, y por la península de Nordkinn, al este y se abre al norte al mar de Barents, compartiendo entrada con el fiordo de Porsangen, localizado al este. En su interior hay algunas pequeñas islas costeras y tiene pequeños fiordos interiores, como Dyfjorden, Kifjorden, Eidsfjorden, Mårøyfjorden, Store Torskefjorden, Lille Torskefjorden, Bekkarfjorden, Ifjorden con el Friarfjorden, Landersfjorden, Adamsfjorden y el más profundo Storfjorden. El fiordo se encuentra en una zona escasamente poblada, con pocos y pequeños asentamientos en sus riberas, como Lebesby, Kunes, Ifjord y Veidnes. Las carreteras N-88 y N-888 discurren a lo largo de las riberas meridional y oriental del fiordo.